# Nordisk klassicism

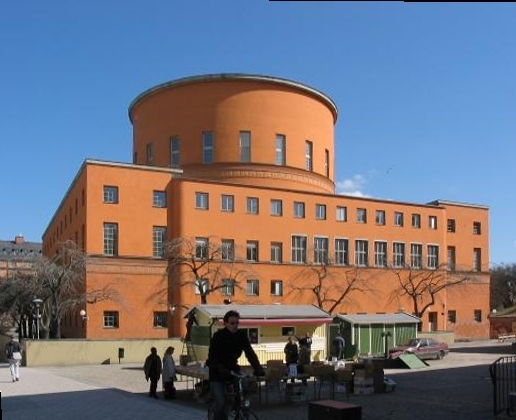
Stockholms stadsbibliotek, arkitekt Gunnar Asplund, 1928.

Nordisk klassicism, ibland även kallad tjugotalsklassicism och i synnerhet om föremåls formgivning Swedish Grace, hänvisar till en konstriktning inom arkitektur och formgivning som var vanlig i Norden från omkring 1910 och in på 1930-talet. I Storbritannien myntades begreppet Swedish grace som den svenska varianten av art déco.

## Bakgrund
Längtan efter klassicismen växte fram när nationalromantiken hade spelat ut sin roll och man sökte efter ett mera sakligt och stramare formspråk byggt på det sena 1700-talets ideal. Under slutet av 1920-talet och 1930-talet förekommer inte sällan byggnader utformade i en blandning av nyklassicism och funktionalism, exempelvis med en i grunden klassisk fasadkomposition som modifierats genom påverkan från funktionalismen eller omvänt en mer renodlad funktionalism med "kvardröjande" klassicistiska ornament. 
Fram till 1980-talet var den nordiska klassicismen en relativt bortglömd stil och ansågs vara en temporär period mellan de mer uppmärksammade stilarna nationalromantik och funktionalism.

## Utveckling

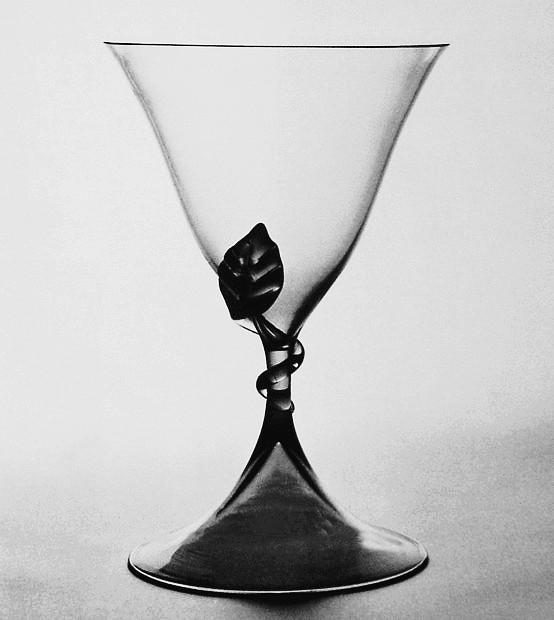
Simon Gates konstglas.

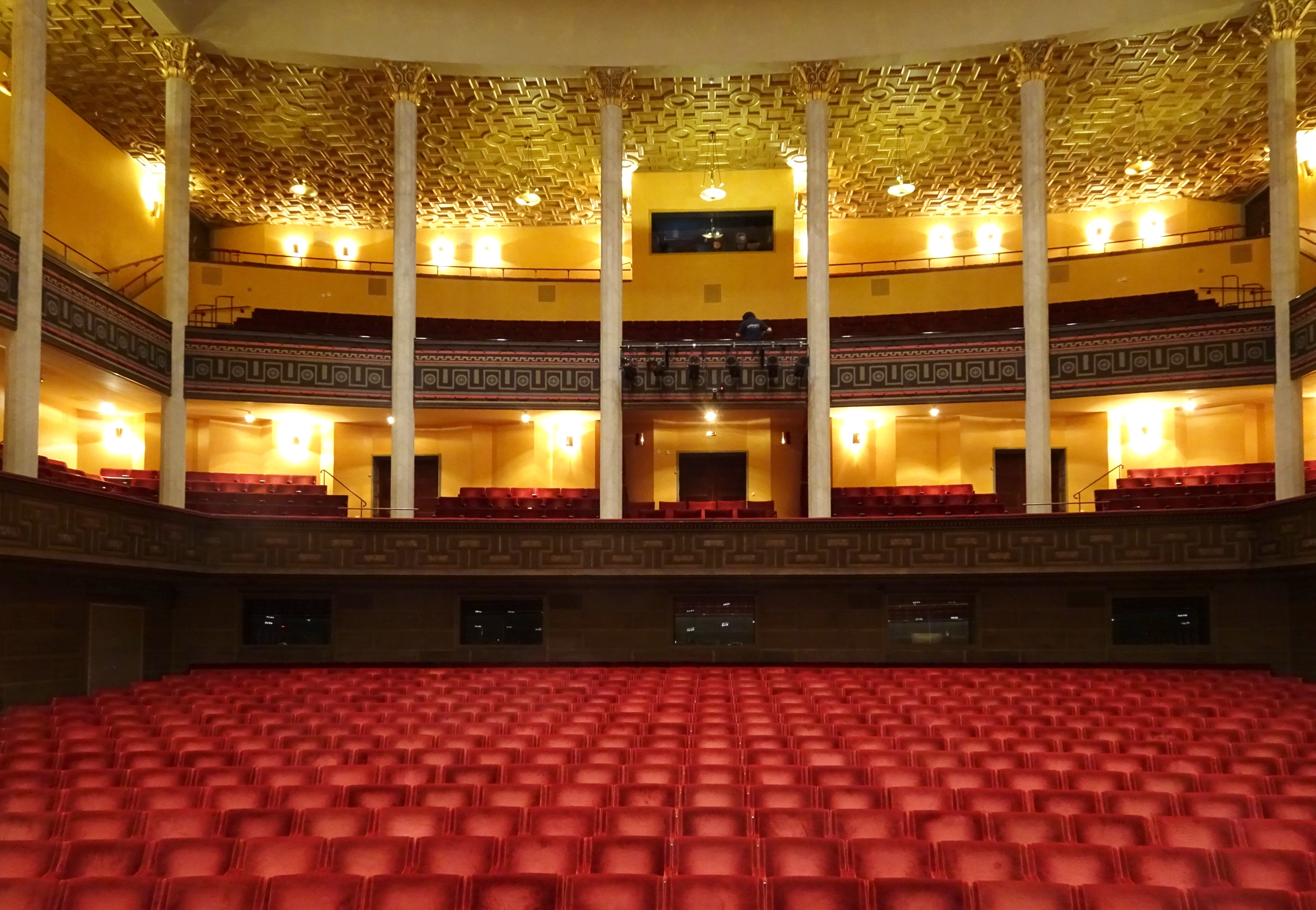
Stockholms konserthus, stora salen, arkitekt Ivar Tengbom, 1926.

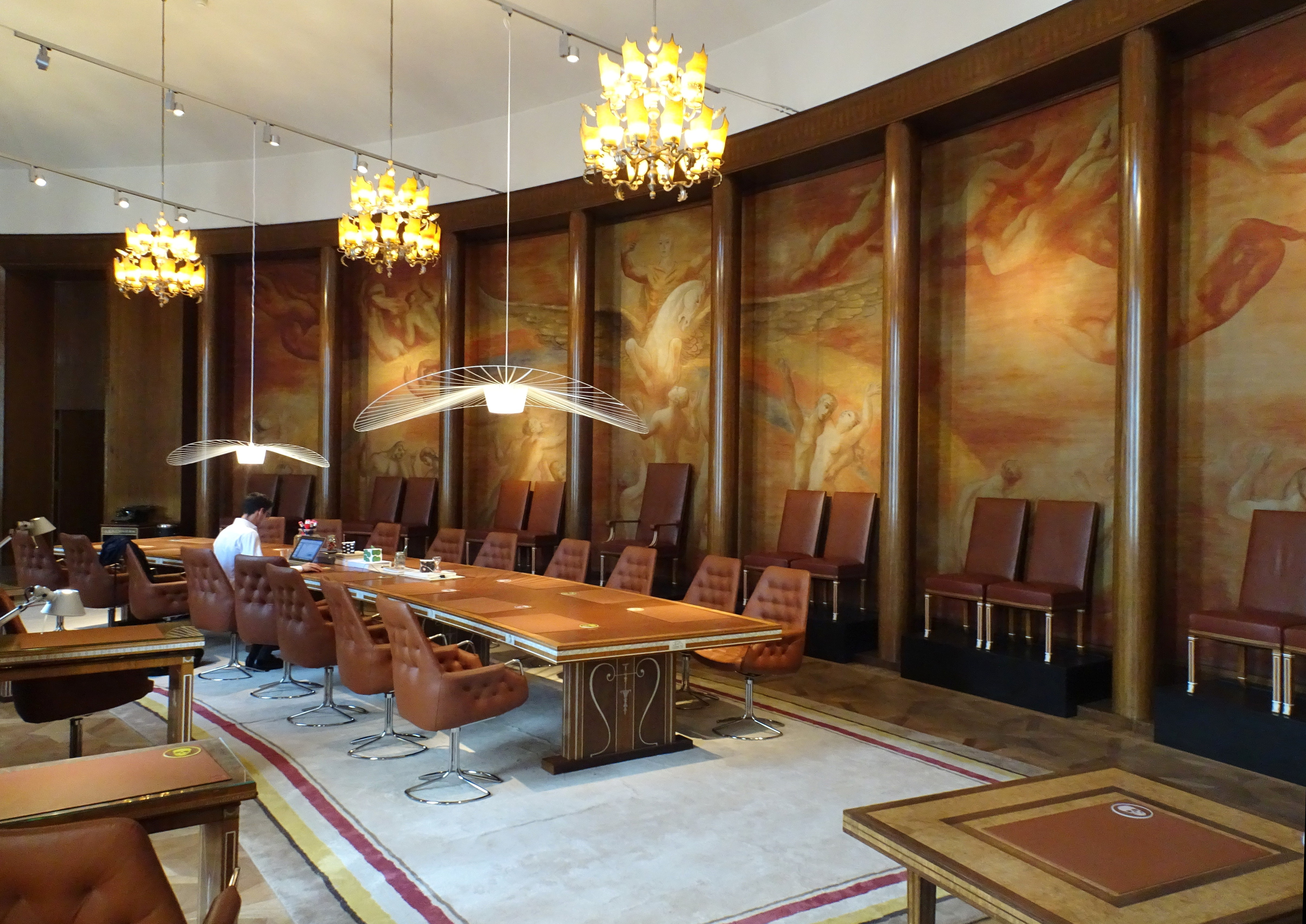
Sessionssalen i Tändstickspalatset i Stockholm från 1928. Arkitekt var Ivar Tengbom och intarsian i väggarna av Ewald Dahlskog

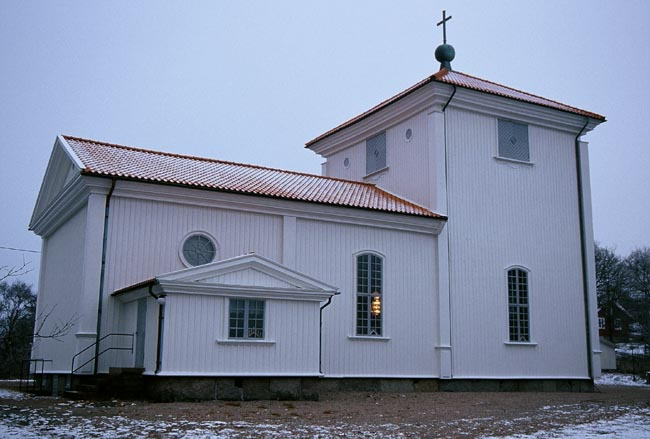
Flatö kyrka i Bohuslän, arkitekt Sigfrid Ericson, 1928.

I Tyskland började det under 1900-talets första årtionde komma invändningar mot jugendarkitekturens sirliga former och rika ornamentik. Man ville återgå till en mer saklig arkitektur och man såg förebilder i Beaux-Artsarkitekturens nyantika byggnader. Denna nya våg av klassicism blev däremot mer avskalad jämfört med nyantiken med mer strama och geometriska former. 
Bland de klassicistiska arkitekterna vid denna tid i Tyskland kunde man räkna Bruno Paul, Peter Behrens och Heinrich Tessenow. Den sistnämnde kom att få stor betydelse för nyklassicismen spridning till Norden, där den dominerade stort under större delen av 1920-talet. I Danmark gav den upphov till byggnader som Faaborg museum i Faaborg och i Köpenhamns Politigård, ritat av arkitekt Hack Kampmann, samt nya bostadskvarter med innergårdar av en större skala än innan (så kallade storgårdskvarter). I Sverige blev Gunnar Asplund en stor förgrundsgestalt för den nya stilen, liksom Sigurd Lewerentz, Ivar Tengbom, Cyrillus Johansson, Carl Bergsten, Georg Arn, Björn Hedvall, Gunnar Morssing, Gunnar Leche och Erik Lallerstedt. 
Begreppet Swedish grace, som en benämning på den mogna svenska 20-talsklassicismen, myntades 1931 av den brittiske konstkritikern Morton Shand i arkitekturtidskriften Architectural Review. Nyklassicistiska strömningar fanns i många länder exempelvis i Tyskland, Schweiz, Österrike och Italien, men var där inte lika dominanta (eller har inte blivit lika omskriven som den nordiska). I flera länder blev den kortlivad då modernismen växte fram, medan nyklassicismens dominans i Sverige gjorde att modernismens genombrott dröjde till 1930-talet. Med Stockholms Stadsbibliotek ritat av Gunnar Asplund (1928) kulminererade Swedish grace i övergången till funktionalismen. På Stockholmsutställningen 1930 hade Asplund och många av hans kollegor redan helt övergått till funktionalismen.

## Konsthantverk
Även konsthantverk och inredning präglades av 20-talsklassicismen. Simon Gates och Edward Halds konstglas samt Carl Malmstens möbler väckte stor uppmärksamhet för sina rena graciösa linjer på Parisutställningen 1925, Exposition Internationale des Arts Décoratifs et Industriels Modernes, där denna stil kallades art déco. M/S Kungsholm, var ett svenskt passagerarfartyg byggt 1927–1928, som hade komplett inredds av Sveriges främsta konstnärer i stilen Swedish grace under ledningen av Carl Bergsten.